# Chung Un-chan
Dans ce nom coréen, le nom de famille, Chung, précède le nom personnel.
Pour les articles homonymes, voir Chung.
Chung Un-chan, né le 21 mars 1947 à Gongju (Chungcheong du Sud), est un économiste et homme d'État sud-coréen. Il est Premier ministre du 28 septembre 2009 au 11 août 2010.
Chung est président de l'université nationale de Séoul entre juillet 2002 et juillet 2006.